# Мошон модел шоу
Мошон модел шоу (енгл. Moson modell show) је културно забавни догађај који се одржава сваке године априла месеца у Мађарском граду Мосонмађаровар. 
Ова манифестација се одржава последњих двадесет година. У протеклих десет година макетарско такмичење у Мошонмађаровару у организацији Макетарског клуба Мошонмађаровар, које се одржава једном годишње, постало је једно од значајнијих такмичења у Европи. Такмичари се могу такмичити у више категорија, војна возила, ваздухоплови, фигуре, пловила, цивилна возила и многе дуге категорије. У више од 50 категорија протеклих година се у просеку такмичило око 1.300 -1.500 макета. Због географског положаја као и широког круга пријатеља на овом такмичењу се сусрећу макетари из целе Европе али има гостију и из веома удаљених земаља (нпр. Јапан, Тајван, Канада). 
Пре 2000. године такмичење је било више локалног карактера где су учесници углавном били Мађари. После 2000. године манифестација добија интернационални карактер и сваке године број учесника је све већи и већи. Као последицу овога, организатори су били принуђени да три пута мењају локацију у потрази за већим простором. Крајем 2016. године у граду је завршена нова спортска хала. Године 2017. манифестација се сели из просторија пољопривредног факултета у ову халу. 
Организацију такмичења потпомажу бројни клубови из Мађарске, док оцењивање макета врше стручни чланови жирија у међународном саставу. Додатне пропратне активности су радионице на којима је могуће пратити рад светски познатих макетара. Поред макета, овде се могу видети и трофејни експонати ватреног и хладног оружја, костими и униформе различитих војних формација из различитих периода. Организован је и продајни простор макета и прибора.
Континуитет одржавања ове манифестације је нарушен пандемијом Корона вируса тако да године 2020. и 2021. такмичење није одржано.